# Ruhrstadion
Ruhrstadion (af sponsorhensyn officielt kaldet Vonovia Ruhrstadion) er et fodboldstadion i Bochum i Tyskland, der er hjemmebane for Bundesliga-klubben VfL Bochum. Stadionet har plads til 33.000 tilskuere. Flere gange har det lagt græs til kampe for Tysklands fodboldlandshold, senest i 1993.